# Cyphon macedonicus
Cyphon macedonicus is een keversoort uit de familie moerasweekschilden (Scirtidae). De wetenschappelijke naam van de soort werd in 1957 gepubliceerd door Nyholm.